# La Promesse de l'aube (film, 2017)
Pour les articles homonymes, voir La Promesse de l'aube et La Promesse de l'aube (film, 1970).
Pour plus de détails, voir Fiche technique et Distribution.
La Promesse de l'aube est un film dramatique biographique franco-belge coécrit et réalisé par Éric Barbier, sorti en 2017. Il s'agit d'une adaptation du roman homonyme de Romain Gary (1960).

## Synopsis
Nina Kacew, jeune femme juive, actrice, et originaire de Russie, élève seule son jeune garçon, Roman, en Pologne. Elle imagine pour lui une carrière toute tracée d'écrivain et de diplomate, l'empêchant même de se consacrer à la peinture qu'elle déconsidère, où il montre pourtant quelque talent. Dynamique, travailleuse et douée en affaires, elle monte une petite entreprise de mode à la manière de la France, pays qu'elle admire. Le négoce est prospère jusqu'à la montée de l'antisémitisme, époque où on lui fait sentir qu'elle n'est plus la bienvenue puis dépouillée de ses biens.
Afin de réaliser ses ambitions pour son fils, elle quitte la Pologne pour Nice et la Méditerranée. Là, comme auparavant, dans une pension qu'elle parvient à gérer, elle fait preuve d'un amour dévorant et de beaucoup d'autorité en forçant Roman, dont le prénom est maintenant francisé en Romain, à écrire, pensant bien faire en le stimulant. Viennent l'adolescence puis l'âge adulte, les conquêtes féminines se succèdent mais l'inspiration littéraire demeure balbutiante.
Puis survient la Seconde Guerre mondiale, Romain entre dans l'armée, Nina étant bien convaincue que son fils va très tôt percer parmi les officiers. Romain se fait un devoir de satisfaire les ambitions de sa mère qui ne cesse de l'encourager, parfois brutalement, par voie téléphonique ou épistolaire. Romain rejoint le général de Gaulle en Angleterre, puis se distingue dans l'aviation par de glorieux faits de guerre, le portrait de sa mère collé au cockpit de l'avion en guise d'ange gardien. Il continue à écrire au milieu des opérations militaires, harcelé par Nina qui lui reproche son manque de productivité et l'absence de reconnaissance littéraire des éditeurs.
Blessé puis envoyé en Afrique, trois longues années passent avant qu'il ne revienne en France mais Nina, qui ne l'oublie jamais, ne manque pas de lui envoyer deux lettres par semaine. Lorsqu'il arrive à Nice pour lui annoncer qu'il a enfin obtenu la publication d'un de ses romans, il trouve la porte close.

## Fiche technique
- Titre original : La Promesse de l'aube
- Titre international : Promise at Dawn
- Réalisation : Éric Barbier
- Scénario : Éric Barbier et Marie Eynard, d'après le roman homonyme de Romain Gary (1960)
- Musique : Max Richter et Renaud Barbier
- Direction artistique : Renátó Cseh
- Décors : Pierre Renson
- Costumes : Catherine Bouchard
- Photographie : Glynn Speeckaert
- Son : François Maurel
- Montage : Jennifer Augé
- Production : Éric Jehelmann et Philippe Rousselet ; Adrian Politowski (coproduction)
- Production exécutive : Diego Gary
- Sociétés de production : Jerico ; Lorette Cinéma, Nexus Factory, Pathé Production, TF1 Films Production et Umedia (coproductions) ; en association avec les SOFICA A+ Images 7, Cinémage 11, Manon 7, Palatine Etoile 14, Sofitvciné 4
- Sociétés de distribution : Pathé Distribution (France), Alternative Films (Belgique), Pathé Films AG (Suisse romande)
- Budget : 18 000 000[1] - 24 400 000 euros[2]
- Pays de production :  France /  Belgique
- Langues originales : français, polonais
- Format : couleur — 2,39:1
- Genre : drame biographique
- Durée : 131 minutes
- Dates de sortie :
  - France : 28 août 2017 (Évreux) ; 20 décembre 2017 (sortie nationale)
  - Belgique, Suisse romande : 20 décembre 2017
  - Québec : 13 avril 2018

## Distribution
- Pierre Niney : Roman Kacew, dit Romain Gary[3]
- Charlotte Gainsbourg : Nina Kacew, la mère de Romain Gary[3],[1]
- Didier Bourdon[4] : Alex Gubernatis
- Jean-Pierre Darroussin[4] : Zaremba, peintre polonais, pensionnaire et amoureux de Nina
- Catherine McCormack : Lesley Blanch
- Finnegan Oldfield : Arnaud Langer, un compagnon de guerre
- Pawel Puchalski : Roman Kacew, 8-10 ans
- Nemo Schiffman[5] : Roman Kacew, 14-16 ans
- Lou Chauvain : Mariette

## Production

### Développement
En 2015, à l'origine, Jerico et Vendôme Production sont producteurs du film, dont le roman est déjà adapté à l'écran par Jules Dassin en 1970 aux côtés des acteurs Melina Mercouri et Assi Dayan,. Son budget se chiffre alors entre 18 millions et 24,4 millions d'euros.
Le producteur Éric Jehelmann, il y a dix ans, souhaitait adapter au cinéma son livre de chevet, l'œuvre La Promesse de l'aube et, dès qu'il acquiert les droits, en parle au réalisateur Éric Barbier lequel, l'ayant déjà lu au lycée, voit en Romain Gary « surtout un personnage romanesque, énigmatique, le mari de Jean Seberg et l'orchestrateur de cette formidable mystification littéraire qu'a été l'affaire Émile Ajar. Romain Gary est double, triple, multiple. Ambassadeur, cinéaste, romancier, se dissimulant souvent sous divers pseudonymes ; il est polonais, russe, français, un Juif dont la mère se précipite chez le pope au moindre souci et qui se décrit régulièrement comme oriental ». Ce projet l'intéresse.

### Attribution des rôles
L'Écran Noir révèle, le 19 mars 2015, que le réalisateur Éric Barbier a choisi Pierre Niney, qui l'avait d'ailleurs affirmé en février 2015 en pleine cérémonie des César, et Audrey Tautou pour endosser les rôles de l'écrivain Romain Gary et sa mère Mina Owczyńska (Nina dans le film) pour son film biographique. Sans aucune explication, Audrey Tautou est remplacée par Charlotte Gainsbourg, comme l'avait annoncé le quotidien italien La Repubblica Genova fin février 2016. Pour ce rôle de mère polonaise (dans le film), Charlotte Gainsbourg a dû apprendre le polonais : « pour ce film dans lequel je joue en français, mais avec cet accent à couper au couteau. Un accent qui ressemblait tellement à celui de ma grand-mère paternelle ! La force de cette femme me renvoyait à elle », raconte-t-elle (elle est d'origine russe par ses grands-parents paternels).
Nemo Schiffman, nommé aux César dans la catégorie du meilleur espoir masculin et finaliste de The Voice Kids en 2014, interprète le jeune Romain, pendant un mois en Italie.
Didier Bourdon et Jean-Pierre Darroussin participent au tournage, ainsi que Catherine McCormack et Finnegan Oldfield.

### Tournage
L'équipe de Vendôme Production prévoit le tournage en septembre 2015. Éric Barbier et l'équipe de Jerico le débutent finalement à partir du 30 mars 2016. Le tournage s'étale sur quatorze semaines, en Hongrie, en Italie à Bordighera, en Belgique et au Maroc, du 20 avril au 6 juin, précisément à Merzouga, Errachidia, Erfoud, Rissani et Ouarzazate, ainsi qu'en France, au casino de Beaulieu-sur-Mer en fin juin 2016[réf. nécessaire].
En juillet 2016, l'équipe se trouve en Belgique, sur l'ancienne base aérienne de Brustem dans le quartier Brustem de la ville de Saint-Trond en Région flamande, à 70 kilomètres à l'est de Bruxelles.

## Accueil

### Promotion
L'affiche du film est dévoilée le 5 juillet 2017, ainsi que la bande-annonce révélée le 4 septembre 2017.

### Sorties et festivals
La Promesse de l'aube sort en avant-première le 28 août 2017 au cinéma Pathé d'Évreux en Normandie, en présence de l'équipe du film. Quant à la sortie nationale du film, celle-ci était prévue pour le 1er novembre 2017, avant d'être reportée au 6 décembre 2017, puis à nouveau au 20 décembre 2017.
Sur le plan mondial, il est sélectionné dans la catégorie « World Cinema » et est projeté le 14 octobre 2017 au Festival international du film de Busan en Corée du Sud.
À l'export, le film trouve peu d'acheteurs (trois pays en date du 23 novembre selon Unifrance) et ce, malgré un budget important.

### Accueil critique
En France, l'accueil critique est positif : le site Allociné recense une moyenne des critiques presse de 3,3/5.
Éric Decouty de l'hebdomadaire Marianne souligne que c'est « un grand film. (…) Une œuvre cinématographique à la dimension du chef-d'œuvre romanesque ». Marcos Uzal de Libération précise que « le film n'oublie jamais qu'il n'est qu'un récit, où la réalité ne se reflète que dans l'imaginaire : une histoire racontée par un romancier mythomane, lui-même soumis aux rêves extravagants de sa mère. Et l'émotion surgit lorsque, dans ce qui n'est pas un happy end, le réel reprend in extremis ses droits sur la mystification ».
Côté critiques négatives : pour Jean-Christophe Buisson dans Le Figaro Magazine, « narration paresseuse, direction d'acteurs inexistante [...], dialogues forcés : là où tout paraît léger chez l'écrivain (notamment la description d'une mère ultrapossessive et un peu givrée), tout ou presque se révèle ici lourd et pataud ». Vincent Ostria des Inrockuptibles prévient que « le produit est indigeste et fortement déconseillé aux lecteurs de Gary. Quant aux autres, au vu de cette incroyable macédoine, ils risquent d'être découragés à jamais d'aborder sa prose ».

### Box-office
Pour son premier jour, il compte 46 358 entrées, soit 124 en moyenne par copie. Au terme de son exploitation en salle, le film cumule 1 053 288 spectateurs en France pour des recettes globales de 8 790 595 €.

## Distinctions

### Récompenses
- Festival du film de Sarlat 2017 :
  - prix des lycéens du meilleur film pour Éric Barbier ;
  - prix d'interprétation masculine pour Pierre Niney.

### Nominations et sélection
- Festival international du film de Busan 2017 : sélection « World Cinema »[18]
- Prix Lumières 2018 : meilleure actrice pour Charlotte Gainsbourg
- César 2018 :
  - meilleure actrice pour Charlotte Gainsbourg ;
  - meilleure adaptation pour Éric Barbier et Marie Eynard ;
  - meilleurs décors pour Pierre Renson ;
  - meilleurs costumes pour Catherine Bouchard.

## Analyse
Les trois chanteuses qu'on entend chanter Bei Mir Bist Du Shein durant la bagarre dans un bar de Londres seraient The Andrews Sisters qui ont remporté un grand succès avec ce tube. Les Andrews Sisters ont largement diverti les forces alliées en Afrique et en Italie, ainsi qu'aux États-Unis, en se rendant sur les bases militaires et les zones de guerre.